# Pláka
Pour les articles homonymes, voir Pláka (homonymie).
Pláka (en grec moderne : Πλάκα) est le quartier ancien d’Athènes en Grèce. Situé en contrebas de l’Acropole, au nord et à l'est de celle-ci, il est très touristique. C'est un dédale de petites rues, où l'on trouve aujourd'hui de nombreux restaurants et magasins de souvenirs. 
Parmi les musées de Pláka, on trouve le Musée juif de Grèce, le Musée de la culture grecque moderne, le manoir Benizélos, le Musée de l'université d'Athènes (en) et le Musée Fryssíras (en).

## Présentation
Le quartier appelé Pláka aujourd’hui s’étend au nord et à l’est de l’Acropole et recouvre une superficie de 35 hectares. La rue Adrianoú, qui est l’une des plus anciennes artères d’Athènes, sépare le quartier en deux parties : le Haut Pláka qui continue vers le quartier d’Anafiótika et le Bas Pláka qui aboutit à la place Monastiráki. 

## Étymologie
Si l’origine du mot Pláka reste incertaine, deux explications prédominent : 
- Selon la première version qui remonte au XVIe siècle, le mot Pláka dériverait de l’adjectif albanais pliakou qui signifiait « ancien » ou « vieux », la population de l'Attique étant jusqu'à la fin du XIXe siècle majoritairement albanophone (arvanites)[réf. nécessaire].
- Une deuxième version ferait remonter son origine à une grande plaque de pierre, située à l'époque ottomane au croisement des rues Adrianoú, Tripódon et Lysikrátous.

## Histoire
Durant la longue période romano-byzantine, Athènes devint petit à petit, une simple bourgade dont les constructions ré-employèrent souvent les pierres antiques. Lorsque la ville rétrécit à la suite des invasions des Goths (IVe siècle) et des Slaves (VIe siècle), Athènes se réduisait à l'actuelle Pláka et au site de l'agora antique, alors bâti.
Après la guerre d'indépendance contre l'Empire ottoman, Athènes devint la nouvelle capitale de l’État grec en 1834. Mais la ville était à moitié en ruines. 
Othon, le premier roi de Grèce qui était d’origine bavaroise, s’attela en premier lieu à la reconstruire, en essayant de retrouver sa splendeur passée et de lui donner le cachet d’une capitale moderne. Il fit donc appel à des architectes étrangers qui cultivaient le goût de l’antique et qui importèrent en Grèce le style néoclassique, à la mode en Occident. C’est ainsi que le quartier de Pláka se dota de belles maisons de style néo-classique.

## Architecture
Avec la croissance urbaine du XIXe siècle et la redécouverte de l'Antiquité, les habitations situées dans l'Agora furent progressivement rachetées et rasées, tandis que le site antique était dégagé, devenant un attracteur touristique majeur situé en plein cœur de la ville moderne, au pied de l'Acropole.
Ce voisinage et l'afflux de touristes préservèrent une partie de Pláka de l'évolution du reste de la ville : beaucoup de ses anciennes maisons et de ses ruelles pittoresques échappèrent à la systématisation en damier et à la démolition au profit des πολυκατοικία (« polykatoikía » : immeubles de rapport en béton). Pour les immeubles monumentaux de l'époque othonienne, les architectes innovèrent en édifiant des façades aux murs percés de vastes fenêtres, ornées de corniches, de frontons et de balcons en fer forgé. Une ouverture sur le monde extérieur qui entraîna un changement dans le mode de vie des Athéniens, jusque-là calfeutrés dans les habitations de l’époque ottomane, aveugles sur la rue, puisque protégées par des murs préservant la chaleur en hiver et la fraîcheur en été. 
Si au XIXe siècle, les maisons étaient peintes dans des teintes pastels rappelant les villes de l’Europe centrale, on préfère de nos jours des couleurs chaudes comme l’ocre et le rouge Pompéi.
Le quartier de Pláka abrite plusieurs édifices de l'époque byzantine, tels l'église Saint-Jean-le-Théologien et l'église de la Transfiguration-du-Sauveur, même si certains d'entre eux, comme l'église de la Transfiguration-du-Sauveur d'Athènes (Kottákis), l'église Saint-Nicolas-Ragavás (el) et l'église Sainte-Catherine, connurent de profonds remaniements à partir du XIXe siècle,.